# Maria Wiik
Maria Wiik (Helsinki, 3 agosto 1853 – Helsinki, 19 giugno 1928) è stata una pittrice finlandese.
Fu un'eccellente ritrattista, ma si distinse anche nei paesaggi e nelle nature morte.

## Biografia

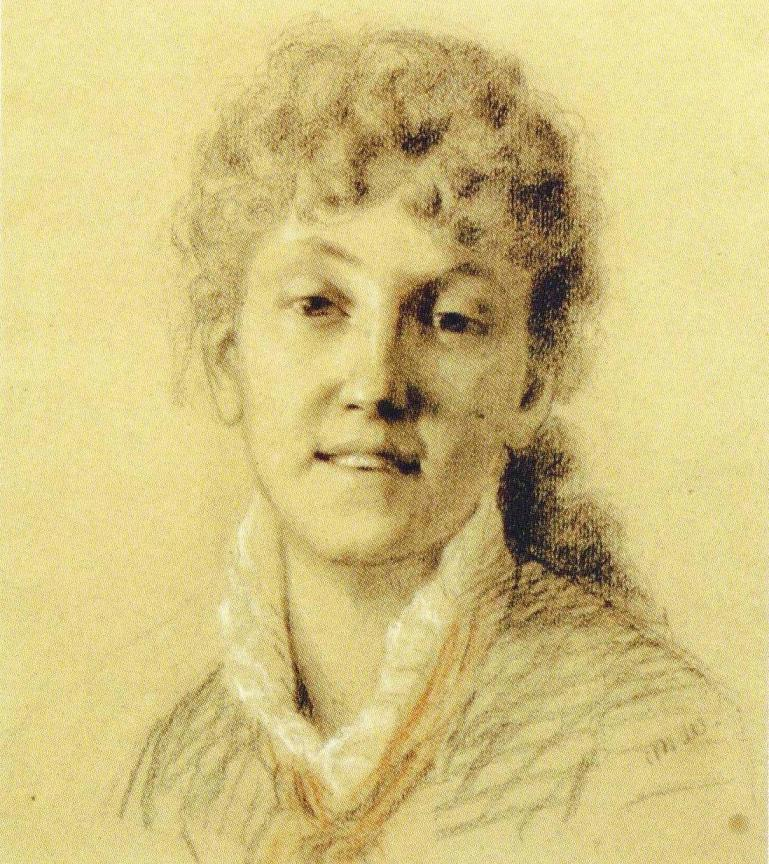
Autoritratto, c.1873

Maria Catharina Wiik nacque a Helsinki in una famiglia colta e benestante. Suo padre, Jean Wiik, era architetto. Notato il suo precoce talento per il disegno, i genitori la incoraggiarono ad intraprendere la via dell'arte. Maria quindi iniziò a studiare nel 1874, all'età di 21 anni, presso la scuola di disegno dell'"Accademia di belle arti di Helsinki" e, al tempo stesso, seguì dei corsi privati, sia con Adolf von Becker, sia presso lo studio di Severin Falkman.

Ma ben presto, come era normale in quegli anni, sentì la necessità di recarsi a Parigi per perfezionare i suoi studi. Partì quindi per la Francia nel 1875, quando ancora l'"Académie des Beaux Arts" non accettava donne fra i suoi iscritti. Seguì pertanto i corsi di Tony Robert-Fleury all'Académie Julian per un anno, per poi rientrare in patria per tutto il 1876. Ma l'anno seguente fu di nuovo a Parigi, sempre all'Académie Julian, e vi restò sino all'inizio del 1880, quando fece nuovamente ritorno ad Helsinkidove, per un anno, fu docente supplente all'"Accademia di belle arti" della città.
Prima di lasciare Parigi, nel 1880, Maria Wiik fece il suo debutto al "Salon des artistes français" con alcuni ritratti. L'anno seguente dipinse una serie di quadretti caratterizzati da un'atmosfera assai intima e realizzati con una tecnica minuziosa e ricca di dettagli. Tornò comunque ad esporre al "Salon" nel 1882, presentando il ritratto di sua sorella Hilda eseguito l'anno precedente. Nel 1883 e 1884 si recò a dipingere in Inghilterra e si fermò per qualche tempo in Cornovaglia, a St Ives, dove la raggiunsero Helene Schjerfbeck e Marianne Stokes. All'inizio del 1889, però, riprese di nuovo la via di Parigi con la sua amica pittrice Helene Schjerfbeck, per lavorare nell'atelier Bouvet sotto la direzione di Pierre Puvis de Chavannes.
I dipinti realizzati negli ultimi anni 1880 sono generalmente considerati i migliori della sua produzione. Fra di essi Uscire nel mondo è senza dubbio il suo
capolavoro e le valse una medaglia di bronzo all'Expo del 1900. Nel 1905 quest'opera fu anche inserita nel libro Women Painters of the World di Walter Shaw Sparrow.

Durante gli anni 1890 il suo stile subì un cambiamento. Maria rimase definitivamente in Finlandia e dipinse fino al 1923, nonostante una malattia agli occhi che negli ultimi anni disturbò e limitò la sua attività artistica..
Maria Wiik morì a Helsinki all'età di 75 anni. Non si sposò mai e non ebbe figli.

## Opere
Le opere di Maria Wiik sono generalmente di piccolo formato; il suo quadro più grande, infatti, è Huono omatunto, realizzato nel 1886, e misura 128x81 cm.

## Galleria d'immagini
Opere presenti in collezione pubbliche o comunque repertoriate.

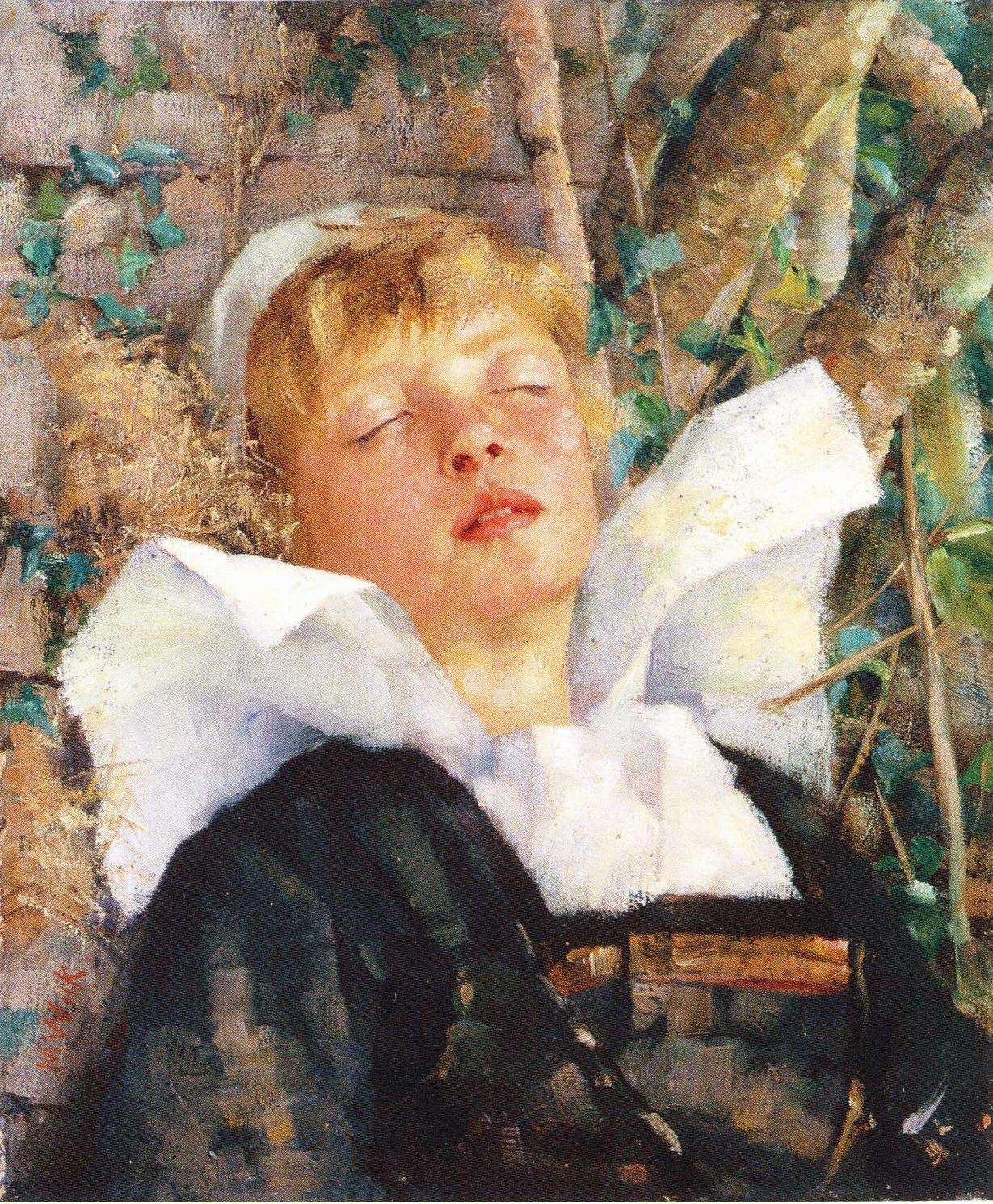
Calura estiva, 1883
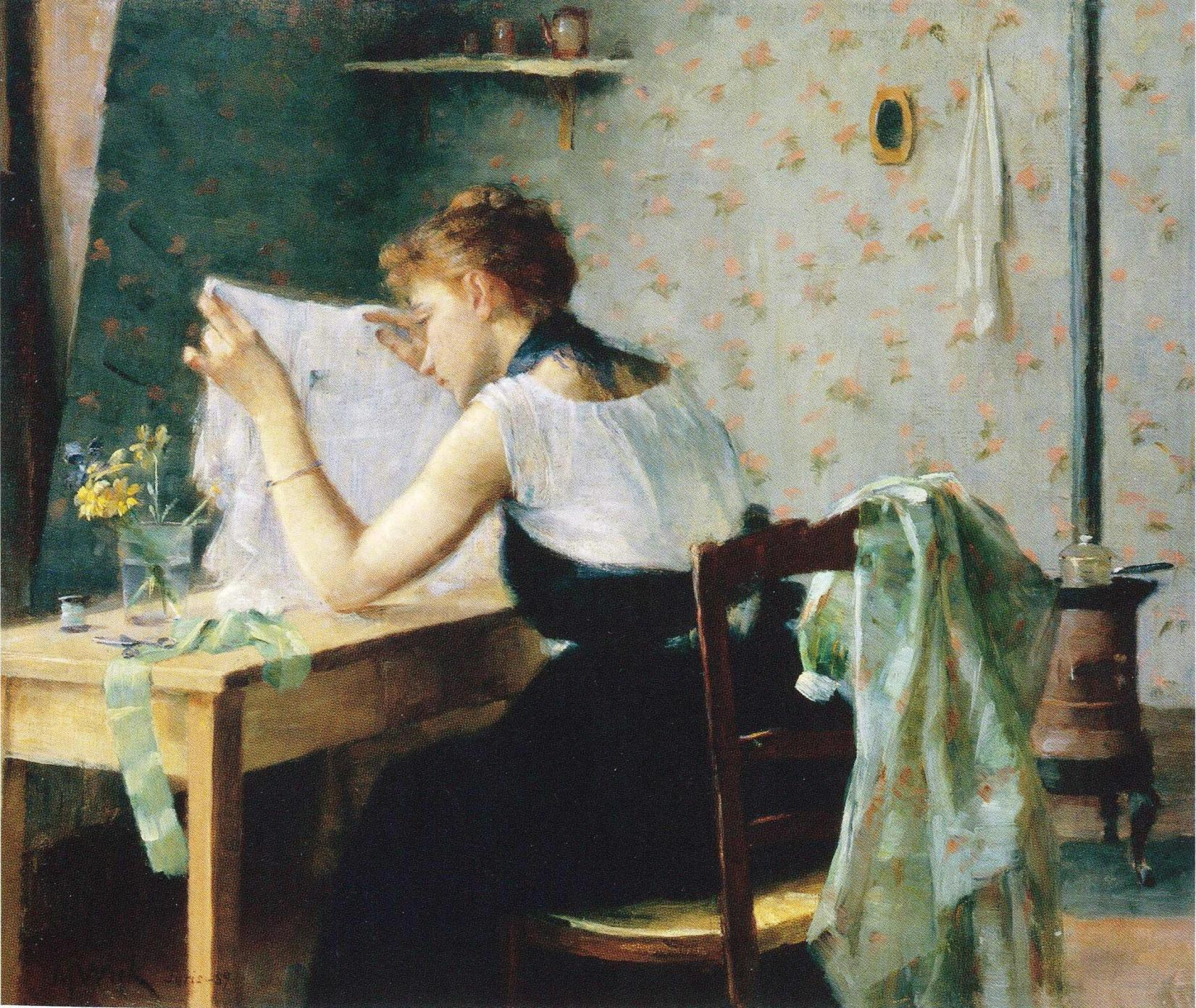
Hilda, 1889
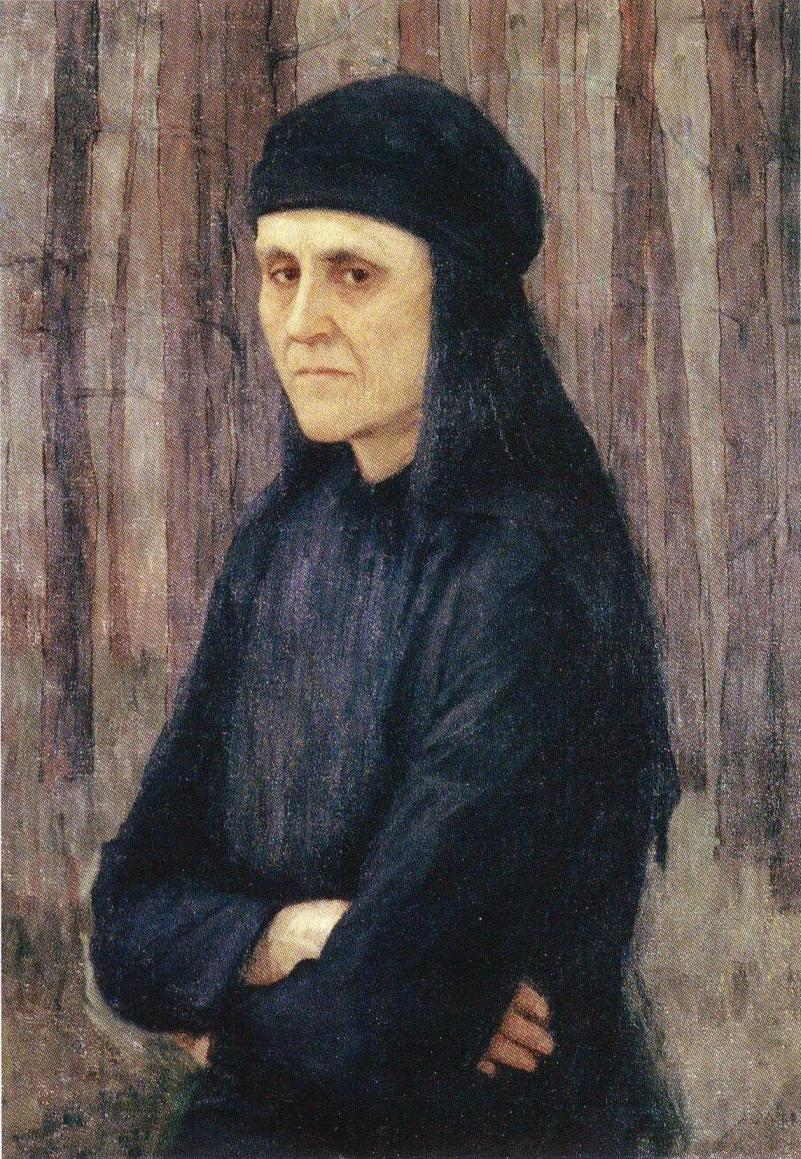
Katri, 1898
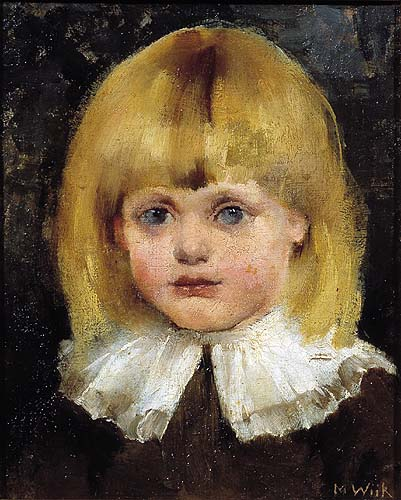
Hilja, 1884
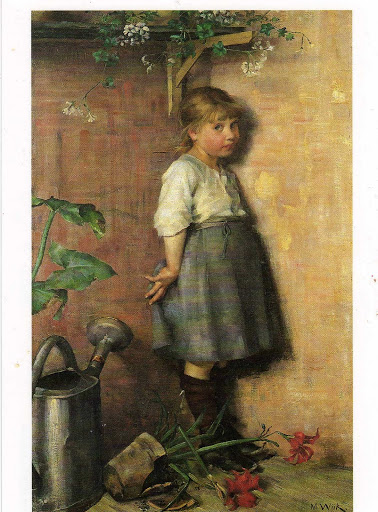
Huono omatunto, 1886 (La coscienza della colpa)
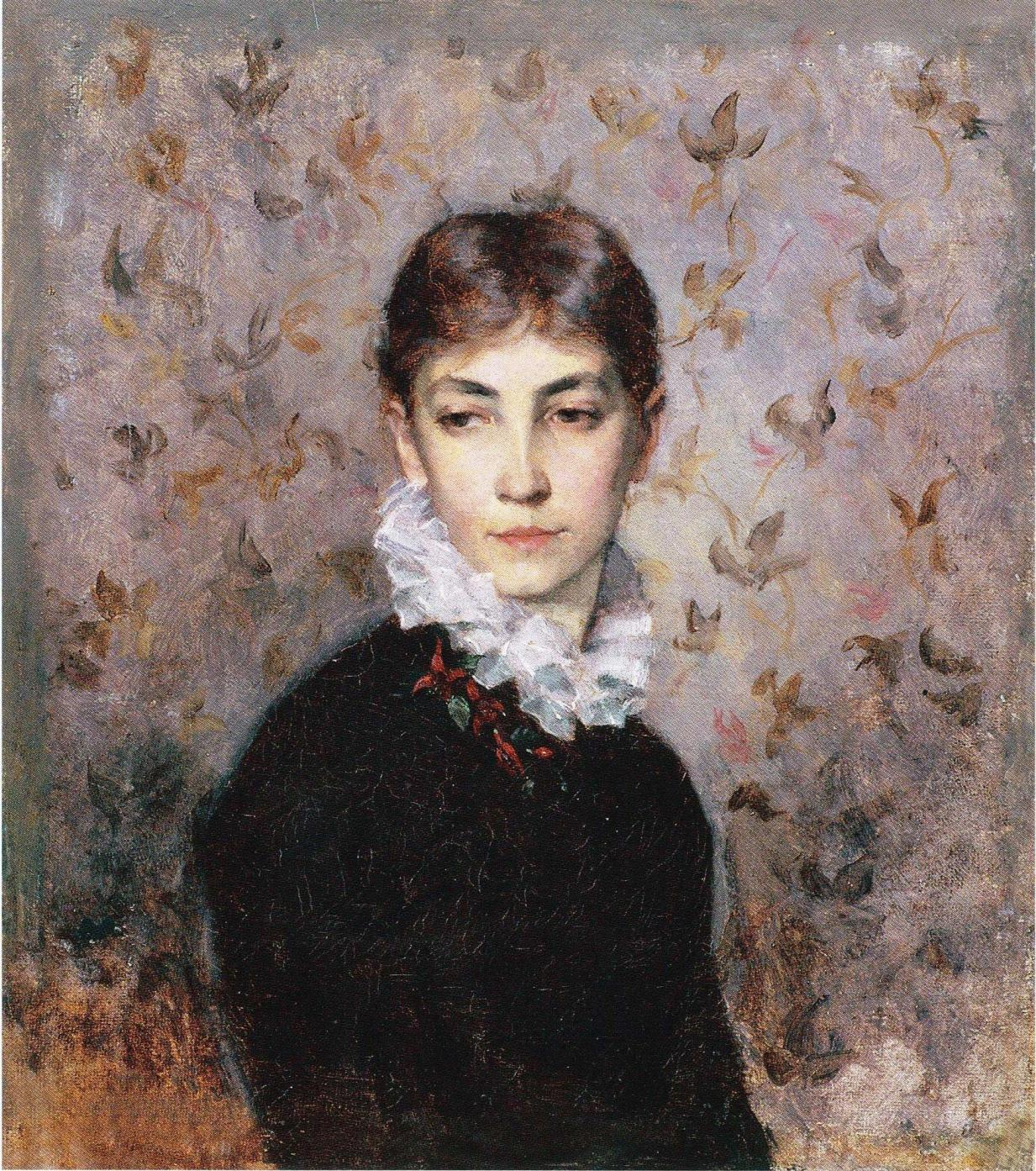
Hilda Wiik, 1880 Museo Ateneum di Helsinki
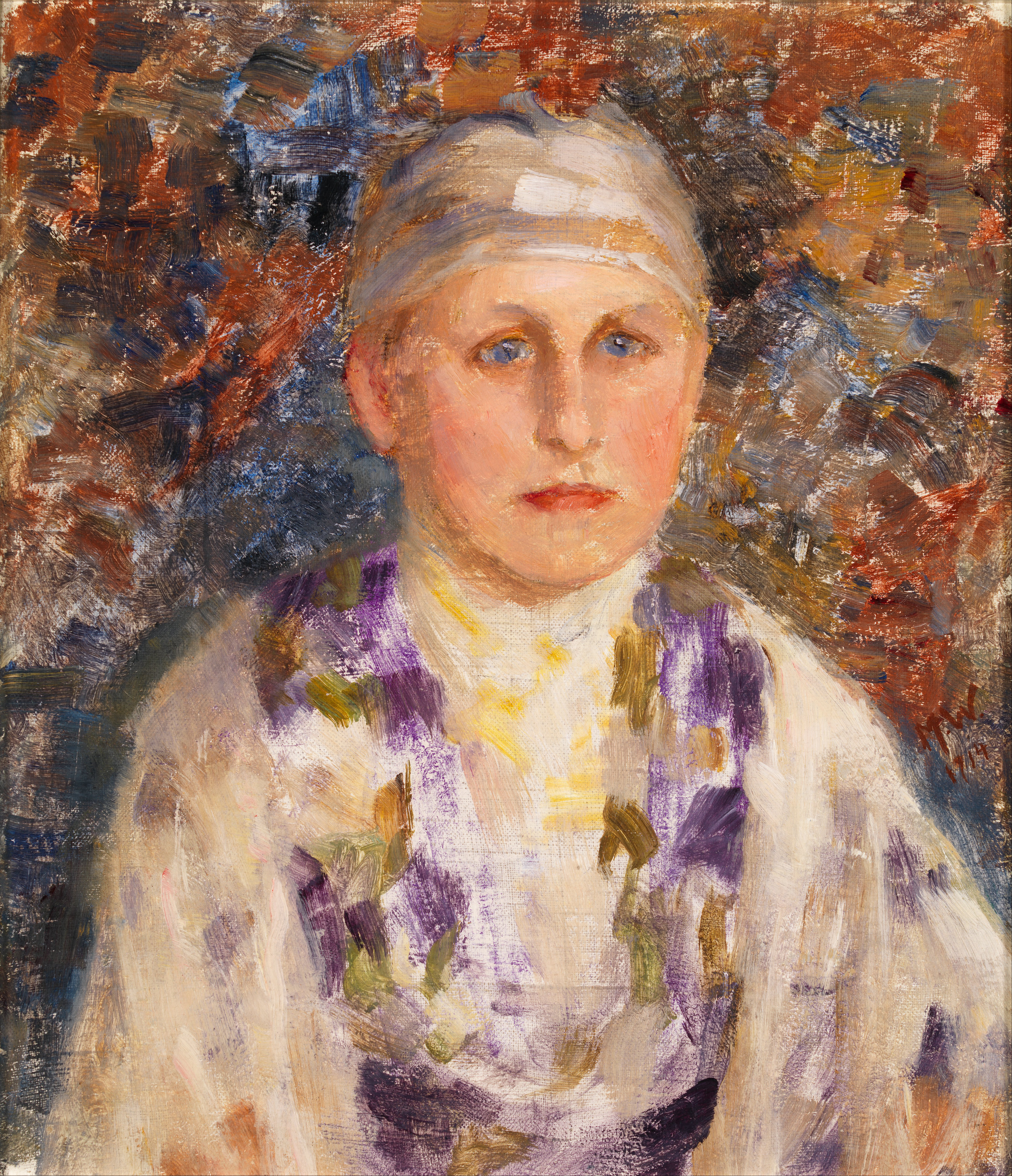
Donna bretone, 1914 Museo d'arte moderna di Espoo
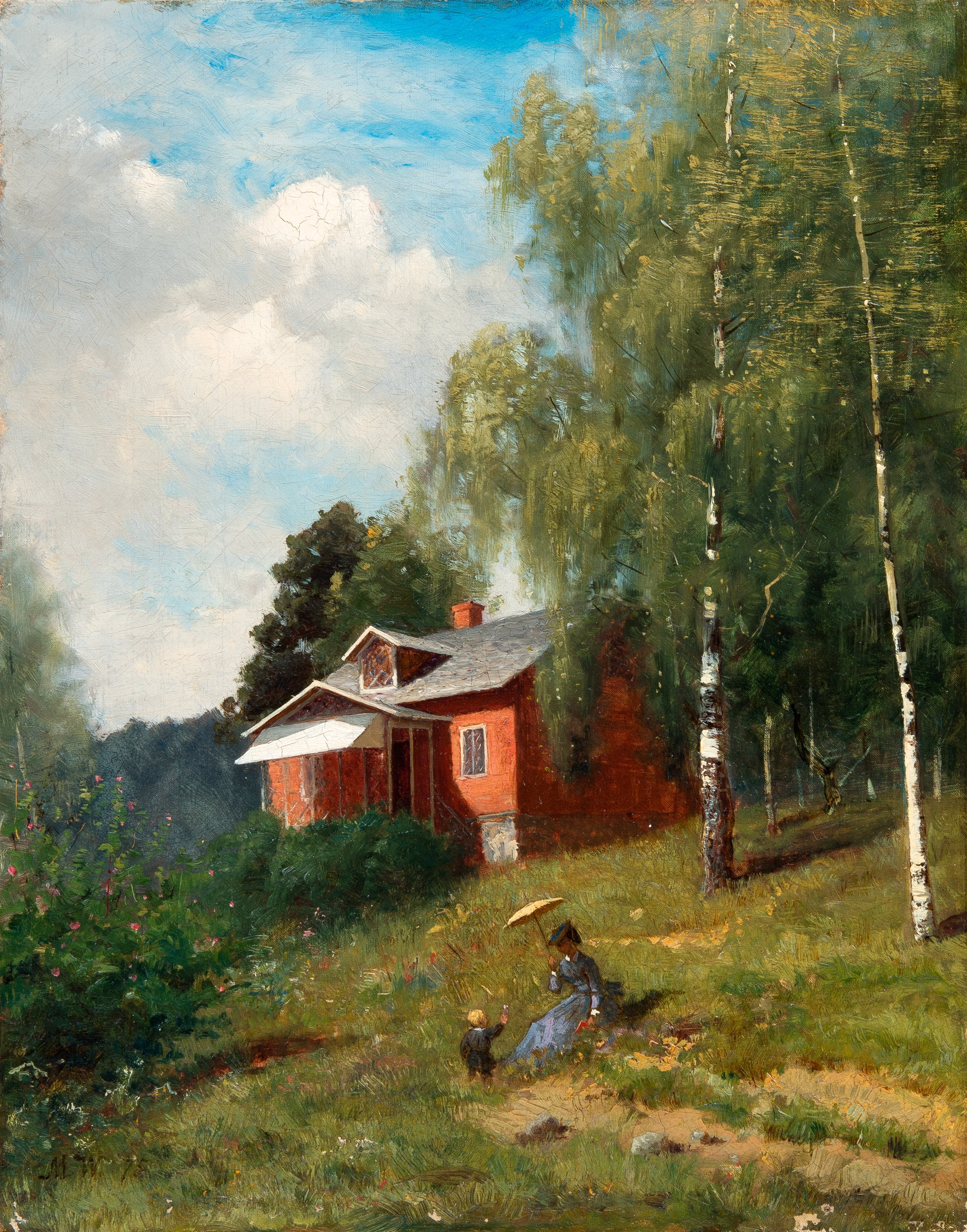
Idillio d'estate, 1875
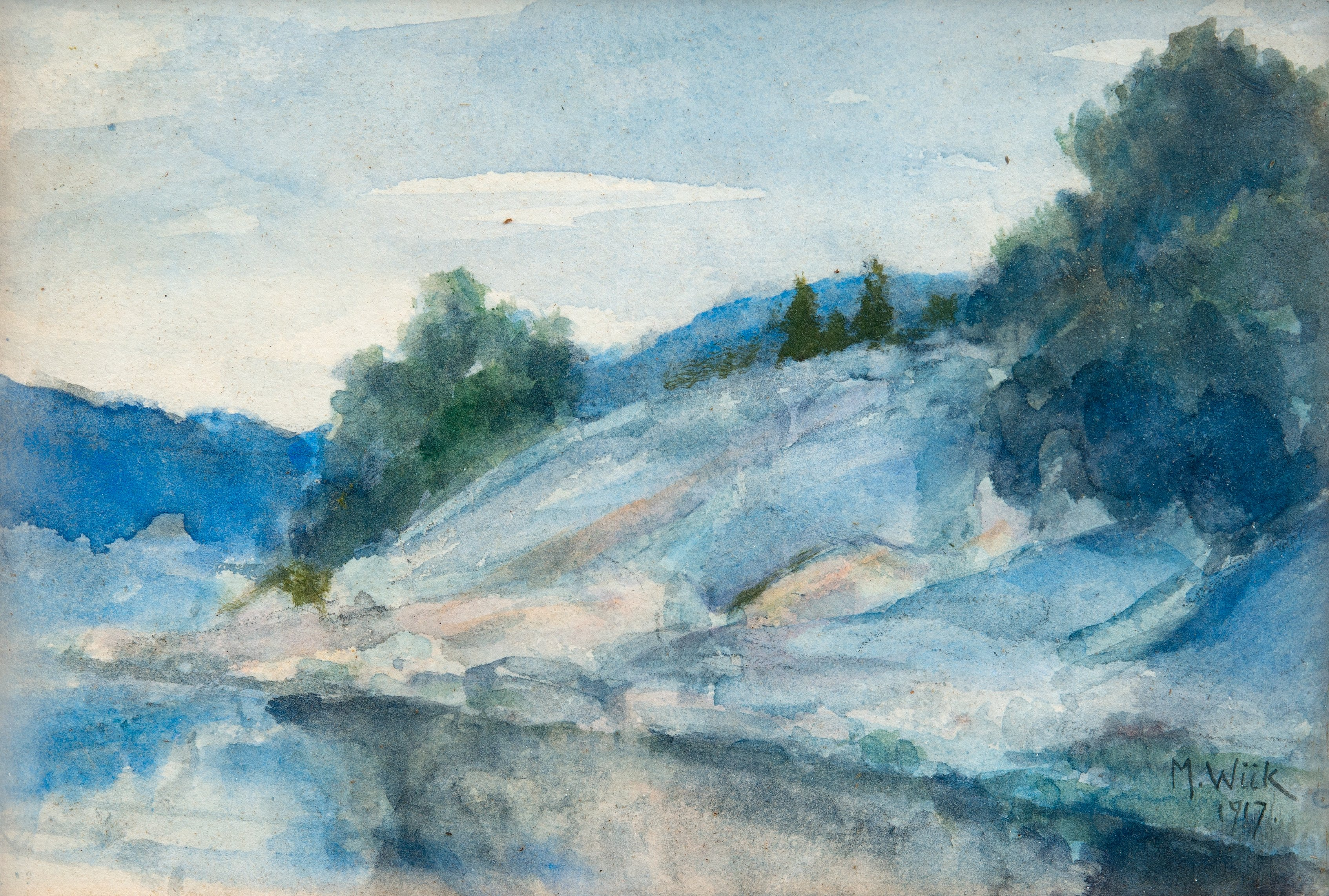
Paesaggio con scogliere, 1917

## Altri progetti

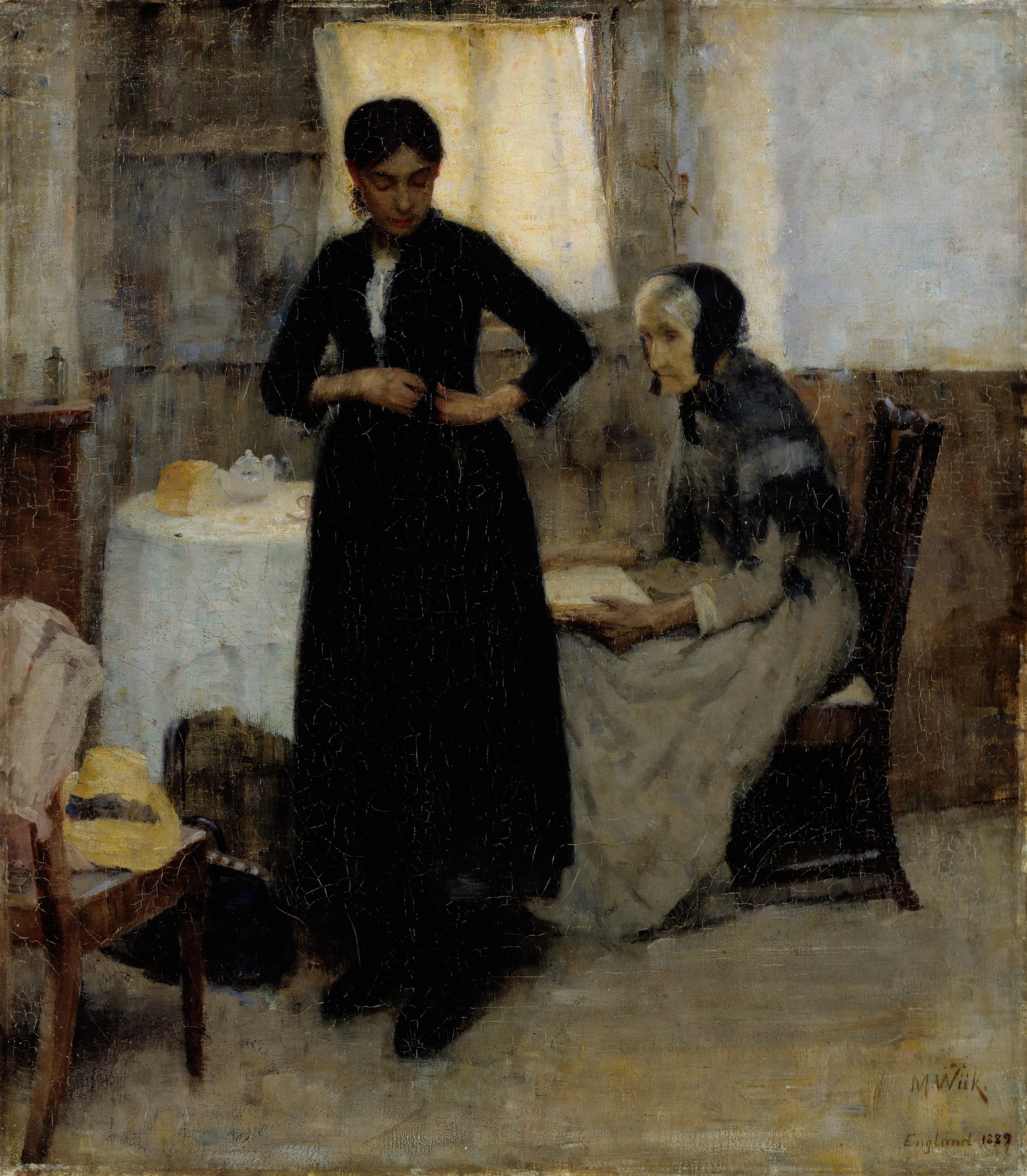
Uscire nel mondo, 1889, Museo Ateneum, Helsinki